# Quadratosoma rufum
Quadratosoma rufum är en tvåvingeart som beskrevs av Townsend 1914. Quadratosoma rufum ingår i släktet Quadratosoma och familjen parasitflugor.
Artens utbredningsområde är Peru. Inga underarter finns listade i Catalogue of Life.